# Nokia 5230
El Nokia 5230 es un teléfono del tipo teléfono inteligente de bajo coste. Utiliza software Symbian S60 5.ª edición, tecnología touchscreen y 3G, entre otras características principales. Fue lanzado el 18 de febrero de 2009. 
El Nokia 5233 es una variación del Nokia 5230

## Características
Su principal característica es la incorporación de la tecnología de pantalla táctil a un precio relativamente bajo, lo cual, junto a su amplia variedad de aplicaciones ofrecidas a través del servicio Ovi de Nokia, hace posible que se califique como un teléfono inteligente. 
Otras características de fábrica:
- Reproductor musical con soporte para letras.
- Navegador web.
- Conector Jack de 3'5 mm para salida de audio, auriculares y otros accesorios.
- Cámara fotográfica.
- Sensor de aproximación.
- Acelerómetro.
- Módulo GPS integrado, con GPS Asistido, soporte para GPS vía Bluetooth y basado en la red (3G).
- Módulo Bluetooth.

### Pantalla
Incorpora una pantalla de cristal líquido con tecnología táctil resistiva de 3'2 pulgadas, ofreciendo una resolución de 360 x 640 píxeles y 16 millones de colores. Reconoce escritura a mano mediante la utilización de un lápiz especial o plectro. Durante la operación, el aparato utiliza la pantalla tanto como método de entrada y de salida, mostrando en ésta tanto el teclado QWERTY o numérico, como la vista de menús y las diferentes aplicaciones.

### Conectividad
El Nokia 5230 es un terminal 3.5G. Ofrece conexión de datos de alta velocidad HSDPA a 3'6 Mb/s y Bluetooth 2.0 con perfil de audio A2DP. No posee Wi-Fi a diferencia del Nokia 5800, modelo del cual deriva.
Posee también una ranura microSD para almacenaje de datos en tarjetas de memoria, y un jack estándar de 3'5 mm para salida general de audio para auriculares y otros dispositivos receptores.

### Multimedia
Con su última actualización de firmware, el teléfono ofrece un almacenamiento interno de aproximadamente 300 MB, expandibles mediante el puerto de tarjetas microSD, con soporte para las variantes HC (Alta capacidad, del inglés "High capacity"), lo que posibilita el almacenamiento de datos varios, tanto de uso por parte del teléfono como del usuario, como ser mapas para las aplicaciones de navegación, contenido musical, de vídeo, o fotográfico, etc. El Nokia 5230 es compatible con formatos de audio MP3, WMA, WAV, RA, AAC. En vídeo es capaz de hacer correr WMV, RMV, MP4, y 3GP a las resoluciones correspondientes soportadas por el sistema. También ofrece un receptor de radio FM con RDS.

### Cámara
Integra una cámara digital de 2 megapíxeles (1600×1200). Tiene zoom digital de tres aumentos. No posee flash. Graba vídeo en calidad VGA y en MP4 a 30 fotogramas por segundo.

### Baterías
Integra una batería de 1.320 miliamperios hora, que le otorga una autonomía de 7 horas en conversación, que bajan a las 4 horas y media en modo 3G, ó 33 horas escuchando música. El equipo posee una autonomía de 432 horas en modo de espera.

## Especificaciones técnicas
| Característica              | Detalle |
| --------------------------- | --- |
| Plataforma                  | Serie 60 (S60) 5ª Edición |
| Sistema Operativo           | Symbian OS 9.4 |
| Hardware                    | 434 MHz Processor (CPU) and 128 MB |
| Conector                    | Micro-USB, USB 2.0 de alta velocidad |
| Pantalla principal          | Táctil de 3'2 pulgadas, hasta 16'7 millones de colores, 640 x 360 pixels (nHD) con imagen de 16:9 |
| Cámara                      | 2'0 Megapixels, formato imagen: JPEG, formato vídeo: mp4 y 3gp. (Sensor CMOS, Zoom digital de 3x, Orientación horizontal, Grabación de video hasta 640 x 480 pixeles y hasta 30 fps (TV de alta calidad), Zoom digital de vídeo hasta 4x) |
| Radio                       | FM Stereo con RDS |
| Mensajes multimedia         | Sí |
| Aplicaciones                | Java™ MIDP 2.0, Flash Lite 3,0, Ovi Maps 3,0, Nokia Music |
| Memoria interna             | 320MB(con la nueva actualización la memoria aumento) |
| Memoria externa             | Tarjeta microSD de hasta 16 GB |
| Reproductor de música       | MP3, MP4, AAC, eAAC+, WMA |
| Bluetooth                   | Sí. Versión 2.0. Perfiles: A2DP, AVRCP |
| GPRS                        | Clase 32 |
| Infrarrojos                 | No |
| Wi-Fi                       | No |
| Navegador                   | WAP 2.0/xHTML, HTML, feeds RSS |
| Soporte para cable de datos | Sí |
| Correo electrónico          | Sí |
| Batería                     | Batería estándar de Iones de Litio de 1320 mAh BL-5J |
| Peso                        | 115 gramos con lápiz |
| Dimensiones                 | 111 x 51.7 x 15.5 milímetros, 83 cc |
| Colores                     | Blanco/Rojo, Blanco/Plateado claro, Blanco/Rosa, Blanco/Amarillo, Blanco/Azul, Negro/Rojo, Negro/Plateado oscuro/Azul, Blanco, Plateado                                                                                                   |